# Julio Rey
Julio Rey de Paz (Toledo, 13 januari 1972) is een Spaanse langeafstandsloper, die met name in de marathon succesvol was. Hij nam tweemaal deel aan de Olympische Spelen, maar veroverde hierbij geen medailles.

## Loopbaan
Op de wereldkampioenschappen van 2003 in Parijs won Rey een zilveren medaille op de marathon. Op de Europese kampioenschappen in München had hij zich op de marathon een jaar eerder nog tevreden moeten stellen met een derde plaats. Eveneens derde werd hij op de marathon tijdens de Europese kampioenschappen van 2006 in Göteborg.
In totaal won Rey viermaal de marathon van Hamburg: Na 2001 (2:07.46), 2003 (2:07.27), 2005 (2:07.38) won hij in 2006 in 2:06.52 (parcoursrecord en Spaans record). In 2007 annuleerde hij Hamburg om in plaats hiervan deel te kunnen nemen aan de marathon van Parijs. Hier werd hij in ongewoon warm weer (25° Celsius) negende in een tijd van 2:11.36.
Julio Rey werd in 1999 na de marathon van Rotterdam positief bevonden op het gebruik van het verboden middel mesterolon en hierna voor twee jaar geschorst.
In 2005 werd Rey derde op de marathon van Fukuoka.

## Titels
- Spaans kampioen 10.000 m - 1997
- Spaans kampioen halve marathon - 2004
- Spaans kampioen veldlopen - 1997, 1998

## Persoonlijke records
Baan
| Onderdeel | Prestatie | Datum           | Plaats   |
| --------- | --------- | --------------- | -------- |
| 3000 m    | 7.54,40   | 29 mei 1997     | Sevilla  |
| 5000 m    | 13.22,13  | 1 augustus 1998 | Hechtel  |
| 10.000 m  | 27.47,33  | 4 april 1998    | Lissabon |

Weg
| Onderdeel      | Prestatie | Datum         | Plaats  |
| -------------- | --------- | ------------- | ------- |
| halve marathon | 1:02.10   | 5 mei 2002    | Brussel |
| 25 km          | 1:15.14   | 27 april 2008 | Hamburg |
| 30 km          | 1:30.08   | 24 april 2005 | Hamburg |
| marathon       | 2:06.52   | 23 april 2006 | Hamburg |

## Palmares

### 10.000 m
- 1997: 8e WK - 28.07,06

### halve marathon
- 2002: 11e WK in Brussel - 1:02.10
- 2007: 70e WK in Udine - 1:06.29

### marathon
- 1998: 4e Londen Marathon - 2:08.33
- 1999:  marathon van Rotterdam - 2:07.37
- 2001:  marathon van Hamburg - 2:07.46
- 2001: 37e WK - 2:27.59
- 2002:  EK - 2:13.21
- 2002:  marathon van Tokio - 2:11.14
- 2003:  marathon van Hamburg - 2:07.27
- 2003:  WK - 2:08.38
- 2004: 58e OS - 2:24.54
- 2005:  marathon van Hamburg - 2:07.38
- 2005: 8e WK - 2:12.51
- 2005:  marathon van Fukuoka - 2:09.41
- 2006:  marathon van Hamburg - 2:06.52
- 2006:  EK - 2:12.37
- 2007: 9e marathon van Parijs - 2:11.36
- 2008: 16e marathon van Hamburg - 2:13.20
- 2008: DNF OS

### veldlopen
- 1997: 7e EK - 27.33
- 1998: 9e EK - 28.41 ( in het landenklassement)